# 瀧源寺のシダレカツラ

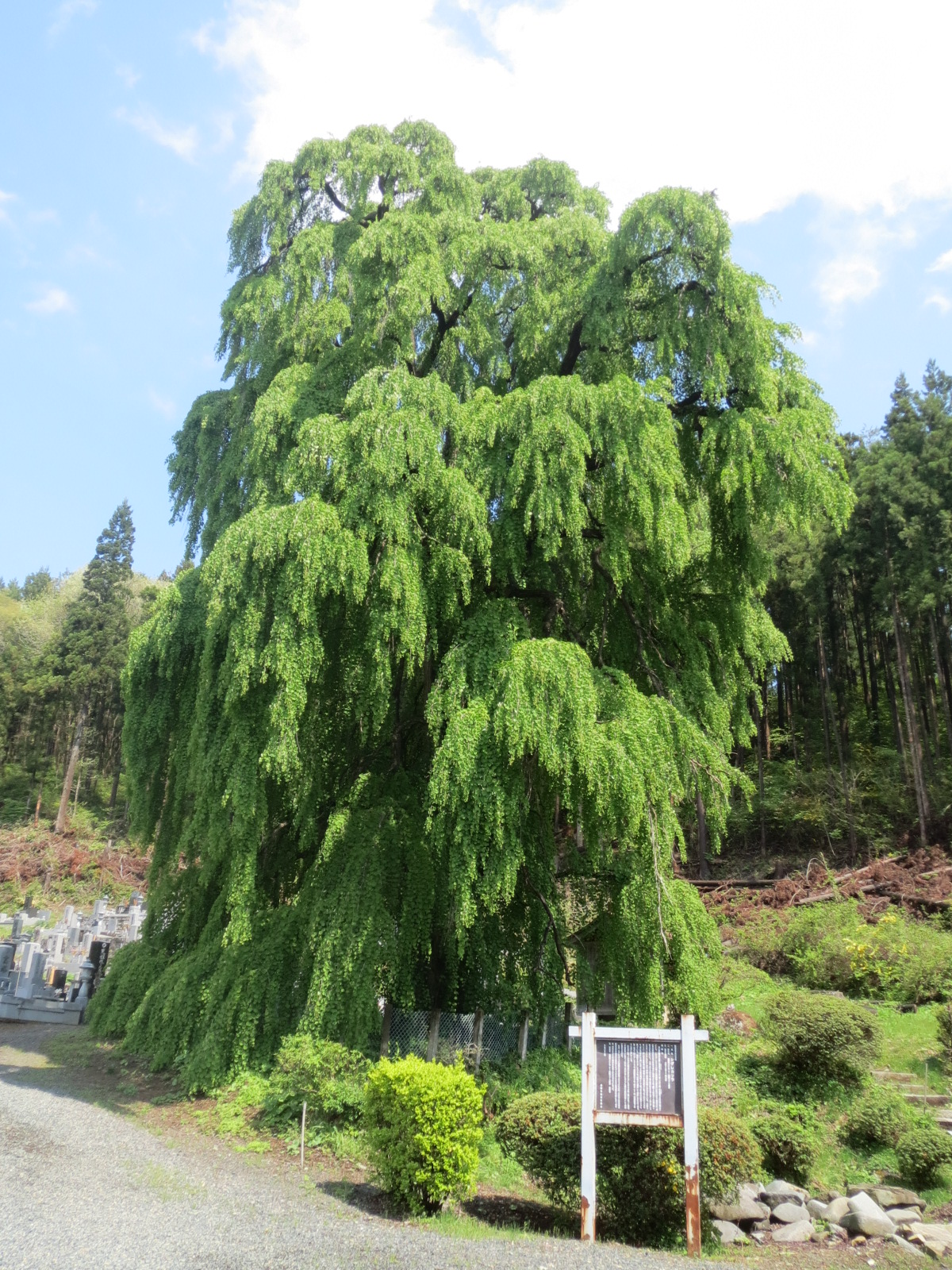
瀧源寺のシダレカツラ(2018年5月)

瀧源寺のシダレカツラ（りゅうげんじのシダレカツラ）は、岩手県盛岡市大ヶ生にある国の天然記念物に指定されたカツラの巨木である。本項では同市内で同じく天然記念物に指定されている肴町、門のシダレカツラについても取り扱う。

## 由来
このシダレカツラの原木は稗貫郡大迫町内川目の山中で発見され、早池峰神社在所の妙泉寺境内に移植された後、この地に移し変えたものと伝わる。元来、カツラの木は、直立型の枝を生じるが、このシダレカツラはいずれもしだれており、学術上珍奇な変種とされる。1824年（文政7年）本堂修築の際、樹高30ｍ余の巨木に育った原木を伐採し、寺の用材として用いた。その時の用材として使った3尺幅の板戸が現存している。現在のシダレカツラはその際のヒコバエが成長したものであり、盛岡市内にはこの木から株分けされたシダレカツラが門と肴町にあり、これらも1924年（大正13年）12月9日、国の天然記念物として同時に指定を受けた。
- 盛岡市大ヶ生（瀧源寺）
  - 樹齢約190年、高さ21ｍ、目通幹囲約3.5ｍ
- 盛岡市門字立
  - 樹齢約140年、高さ22m、目通幹囲3.3ｍ
- 盛岡市肴町
  - 樹齢約155年、高さ19m、目通幹囲2.46ｍ

## ギャラリー

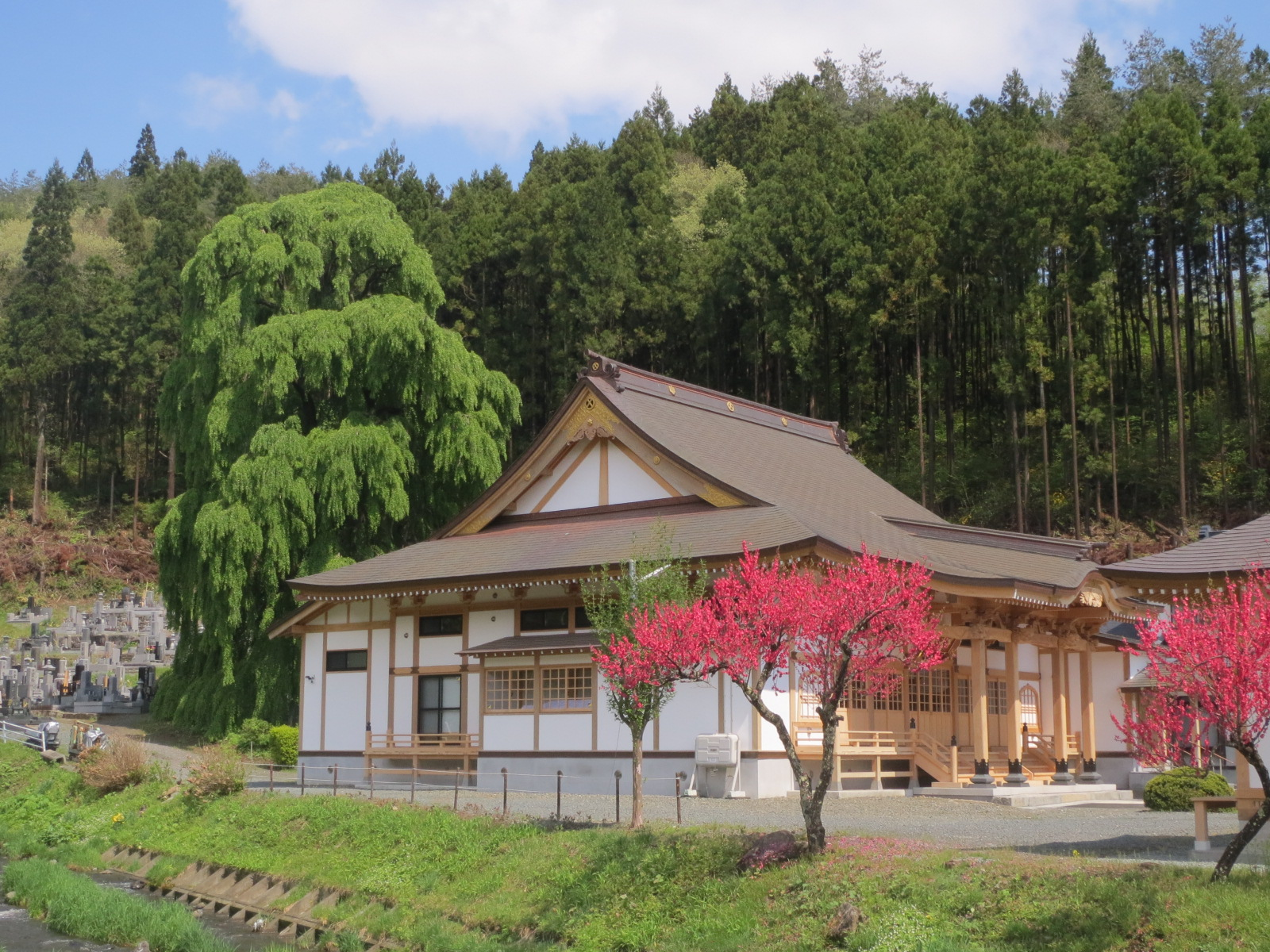
シダレカツラ（左）と瀧源寺本堂
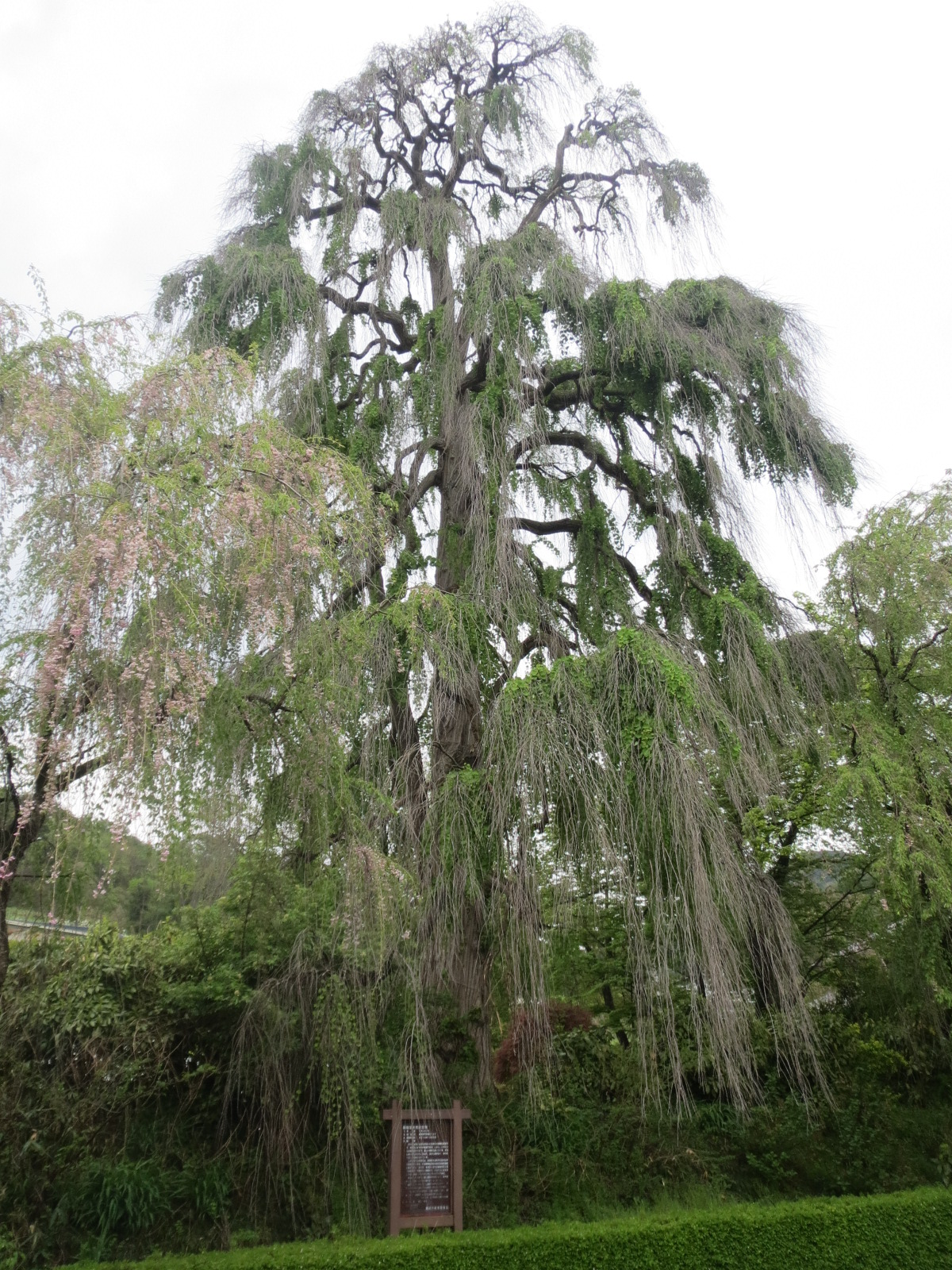
門のシダレカツラ(2018年5月)